# Bánh đúc có xương
Bánh đúc có xương là một bộ phim truyền hình được thực hiện bởi Công ty Truyền thông đa phương tiện Lasta, Đài truyền hình Việt Nam và Đặng Thái Huyền làm đạo diễn. Phim phát sóng vào lúc 20h35 từ thứ 2, 3, 4 hàng tuần bắt đầu từ ngày 22 tháng 7 năm 2014 và kết thúc vào ngày 7 tháng 10 năm 2014 trên kênh VTV1.

## Cốt truyện
Phim xoay quanh nhân vật nữ chính Bảo Khánh (Diệu Hương), người luôn phản đối việc bố mình tái hôn vì ngại cảnh mẹ kế - con chồng, nhưng chính mình lại vướng phải mối duyên với một người đàn ông đã ly dị vợ và có đứa con gái tuổi teen.
Chuyện phim bắt đầu khi ông Duy (NSƯT Đỗ Kỷ) - bố của Bảo Khánh - đòi lấy bà Hà (NSƯT Linh Huệ), người hàng xóm lâu năm của gia đình làm vợ. Quyết định này của ông đã kéo theo không ít xôn xao, đồng thời vấp phải sự phản đối kịch liệt từ bà nội Bảo Khánh (NSƯT Ngọc Lan) và chính cô. Duy chỉ có Hưng (NSƯT Đức Khuê) - chú của Bảo Khánh, là tác thành cho cuộc hôn nhân này.
Trong khi đó, vô tình Bảo Khánh trở thành tư vấn viên bất đắc dĩ cho Hoài Anh (bé Hà Anh) - con gái của Chí Kiên ( Phạm Hồng Minh), chủ cửa hàng bánh ngọt nơi cô làm việc. Sau nhiều lần nhiệt tình giúp Hoài Anh giải quyết khúc mắc tuổi mới lớn, Bảo Khánh từ chỗ cảm thông cho hoàn cảnh của hai bố con Chí Kiên, dần thấy yêu quý, gắn bó hơn với gia đình nhỏ này.
Quan hệ giữa Chí Kiên và Bảo Khánh lặng lẽ tiến triển, đến một ngày, Bảo Khánh cũng gật đầu chấp nhận làm vợ Chí Kiên. Thế nhưng, Bảo Khánh vừa không được ông Ngọc (NSƯT Thanh Kha) - bố chồng chấp thuận. Cô còn thường xuyên phải đối diện với sự phá rối của con gái Hoài Anh và cả những chiêu trò, thủ đoạn nhằm nối lại duyên nợ với Chí Kiên của Chi (Nguyệt Hằng) - cô vợ cũ. Liệu Bảo Khánh có xóa tan được định kiến mẹ ghẻ - con chồng và xây dựng mái ấm của mình?

## Diễn viên

### Diễn viên chính
- Phạm Hồng Minh trong vai Chí Kiên
- Diệu Hương trong vai Bảo Khánh
- Hà Anh trong vai Hoài Anh

### Diễn viên phụ
- NSƯT Đức Khuê trong vai Đông Hưng
- NSND Ngọc Lan trong vai Bà nội
- NSND Minh Châu trong vai Bà Thiện
- NSƯT Đỗ Kỷ trong vai Ông Duy
- NSƯT Lý Thanh Kha trong vai Ông Ngọc
- Nghệ sĩ ưu tú Nguyệt Hằng trong vai Chi
- NSƯT Linh Huệ trong vai Dì Hà
- Trang Dung trong vai Ánh Tuyết
- Kiên Trung trong vai Phi
- Ngọc Phan trong vai Bảo
- Ngọc Mai trong vai Tổ trưởng tổ dân phố
- Tuyết Lan trong vai Người xem bói
- Thúy Vân trong vai Bà cô Kiên
- Minh Nguyệt trong vai Em họ Kiên
- Bích Diệp trong vai Vân Thi
- Văn Minh trong vai Bảo vệ
- Quốc Sơn trong vai Hiệu trưởng
- Trần Ngọc trong vai Chủ tịch phường

Và các diễn viên phụ nhỏ khác.

## Nhạc phim
- Có lẽ chúng ta đã sai

Sáng tác: Vũ Quốc Bình
Thể hiện: Bích Phương
- Để mẹ luôn có con

Sáng tác: Vũ Quốc Bình
Thể hiện: Hoàng Nghi Lâm